# Presa de Fidenes
La República de Roma va derrotar els Veïs en la presa de Fidenes (Fidenae) l'any 435 aC.
Quint Servili Prisc Fidenat, després d'un incident a principis de l'any 435 aC quan els habitants de Fidenes van entrar en territori romà i el va assolar, va ser nomenat dictador pel Senat. Servili Prisc va nomenar magister equitum a l'antic cònsol Pòstum Ebuci Helva Còrnicen.
Servili Prisc va armar els ciutadans amb edat per lluitar i els va aplegar a la Porta Col·lina i des d'allà van marxar cap al nord en direcció a Fidenes. Es van enfrontar als etruscs prop de Nomentum, els va fer retrocedir fins a Fidenes. Servili Prisc va construir un vallat al voltant de la ciutat, que per la seva situació elevada i els seus abundants recursos, va decidir no assetjar ni assaltar. A una part de la ciutat hi havia unes defenses naturals no emmurallades i va dividir el seu exèrcit de manera que una part ataquessin constantment les muralles de la ciutat, mentre que uns altres obrien túnels per la part oposada. Quan finalment es va foradar el turó, els romans van entrar a la ciutat, agafant per sorpresa els habitants, que només s'havien preocupat pels atacants de les muralles.